# Serianus pusillimus
Serianus pusillimus es una especie de arácnido del orden Pseudoscorpionida de la familia Olpiidae.

## Distribución geográfica
Se encuentra en Ecuador continental  y  Galápagos.